# John Waller
Sten John Axel Waller, född 23 oktober 1935 i Stockholm, är en svensk målare, tecknare och grafiker. 
Waller fick grundläggande konststudier vid Konststudieklubben i Stockholm med Börje Hedlund och Karl Axel Pehrson som lärare, samt vid olika ABF-kurser 1950-1953, privatstudier för William Nording 1953-1955, och studier vid Barths målarskola 1954-1955, och för Torsten Renqvist och Poul Ekelund vid Valands konstskola 1955-1959. Han gjorde upprepande resor till olika museer i Danmark för att studera den danska konsten. Han debuterade i utställningssammanhang på Nutida Konst i Uppsala 1961 och genomförde en retrospektiv utställning på Karlskoga Konsthall 2013.
Han har tilldelades Statligt arbetsbidrag 1981 och 1988.
Hans måleri består av lyriska stämningslandskap från Öland och Skåne utförda i olja eller akvarell. Som illustratör har han illustrerat sin mors bok Axel Hägerström. Människan som få kände 1961 och Nytecknat, Karlskogabilder 1998. 
Waller är representerad vid 
Moderna museet, Göteborgs museum, Statens konstråd, Örebro läns museum, kommunala samlingar i Stockholm, Göteborg, Alingsås, Degerfors, Fredrikstad i Norge, Karlskoga, Kristinehamn, Kumla, Nora, Tanumshede, Uppsala, Varberg och Örebro kommuner, samt i Värmlands, Älvsborgs och Örebro läns landstings samlingar.
Han var anställd som kultursekreterare i Karlskoga kommun med ansvar för Karlskoga konsthall och kommunens konstverksamhet. Föreläsningar och kursverksamhet i konsthistoria, samt pedagogisk verksamhet inom bildområdet i olika studieförbunds regi samt intendent i Karlskoga konstförening 1974-1994.
Waller är dotterson till Axel Hägerström. Han är son till kanslidirektören Sten Samuel Johannes Waller och Margit Ester Augusta Hägerström och från 1959 gift med Anna-Greta Göransson.